# Rhynchospora splendens
Rhynchospora splendens là loài thực vật có hoa trong họ Cói. Loài này được Lindm. miêu tả khoa học đầu tiên năm 1900.